# Kira Muratowa

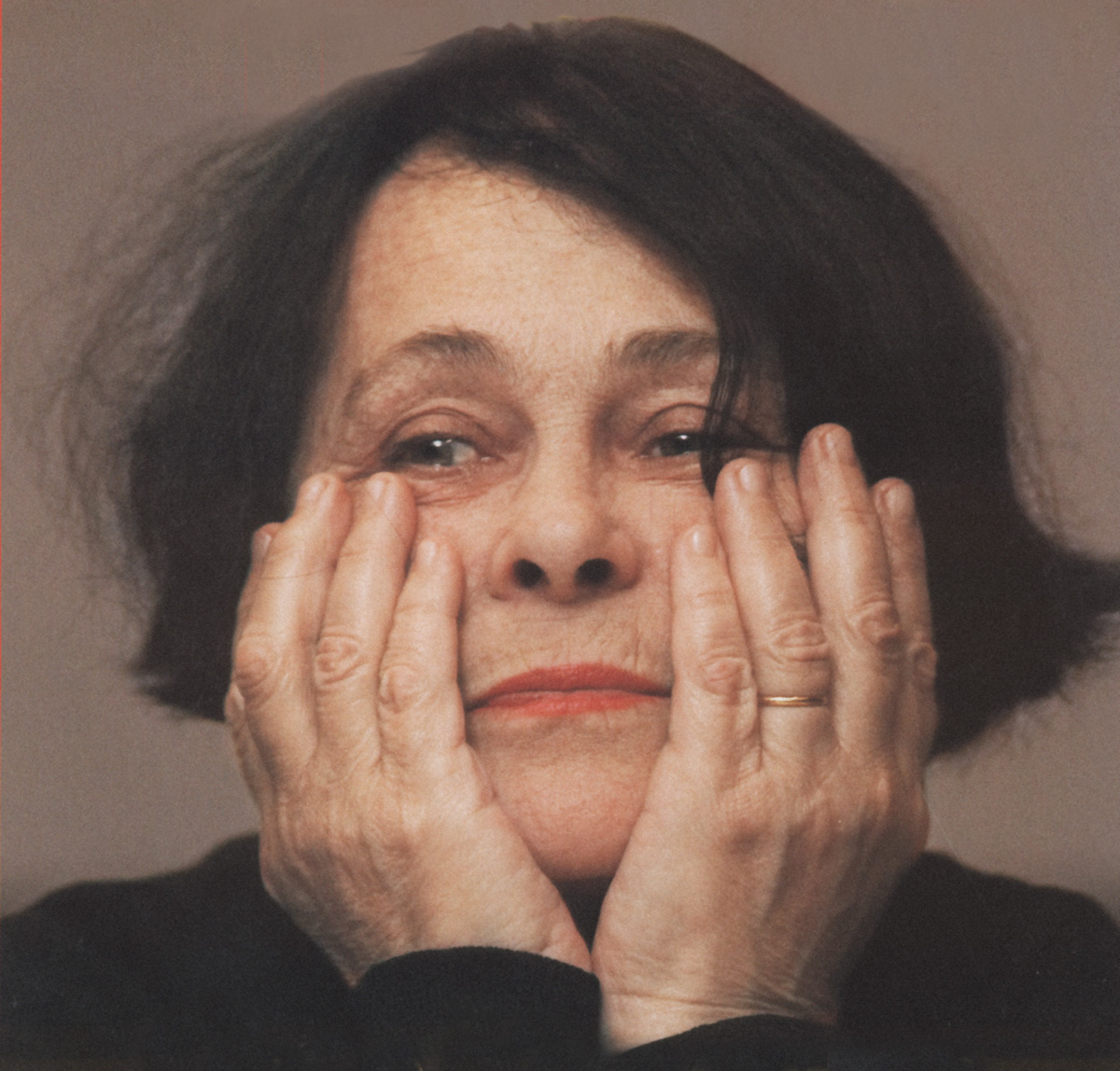
Kira Muratowa

Kira Heorhijiwna Muratowa (ukrainisch Кіра Георгіївна Муратова, wiss. Transliteration Kira Heorhijivna Muratova, russisch Кира Георгиевна Муратова Kira Georgijewna Muratowa, wiss. Transliteration Kira Georgievna Muratova; * 5. November 1934 in Soroca / Bessarabien, Rumänien, heute Moldawien; † 6. Juni 2018 in Odessa, Ukraine) war eine ukrainische Regisseurin und gehörte zu den bekanntesten, aber auch umstrittensten Filmschaffenden des sowjetisch-russischen Films.

## Leben

### Frühe Jahre in der Sowjetunion
Muratowa studierte Philologie an der Staatlichen Universität Moskau, wechselte danach auf die Hochschule für Film (WGIK) in Moskau, um Regie zu studieren. Ihr Lehrer war u. a. der Regisseur und Schauspieler Sergei Gerassimow. 1959 machte sie ihren Abschluss und arbeitete ab 1961 für das Filmstudio in Odessa. Muratowas Lieblingssujet sind „die kleinen Leute“, deren Gefühlswelten und Beziehungen sie genau seziert.
In ihren Filmen spiegelte sich die Realität der damaligen Sowjetunion wider: Das von oben propagierte Gleichgeschaltete und Monotone, alles Individuelle in einem bleiernen Grau der Angepasstheit unterdrückend und erstickend. Das fiel auch den staatlichen Zensoren auf. Obwohl Muratowa in ihren Filmen wie Kurze Begegnungen und Langer Abschied keinerlei politische Anspielungen machte, kamen sie nicht oder nur eingeschränkt in den sowjetischen Verleih. Andere Filme, wie Unter grauen Steinen, wurden vom Filmstudio Odessa so massiv beschnitten, dass Muratowa ihren Namen aus Vor- und Abspann entfernen ließ. Stattdessen ließ sie an dieser Stelle den Namen Iwan Sidorow setzen, was in etwa mit dem amerikanischen John Smith vergleichbar ist. Mehrere Male bekam sie in der Sowjetunion einstweiliges Drehverbot, was de facto einem Berufsverbot gleichkam. Zwischen 1971 und dem politischen Tauwetter, das mit Glasnost kam, konnte sie nur zwei Filme drehen: Die große weite Welt erkennen (1978) und Unter grauen Steinen (1983).
2017 wurde sie in die Academy of Motion Picture Arts and Sciences (AMPAS) aufgenommen, die jährlich die Oscars vergibt.

### Nach der Perestroika
Mit der Perestroika kam die Wende für Muratowa. Ihre Filme durften endlich öffentlich gezeigt werden und erhielten sofort internationale Aufmerksamkeit. 1988 gab es eine erste Werkschau auf dem Filmfestival im französischen Créteil, im selben Jahr lief Muratowas Unter grauen Steinen in der Sektion Un Certain Regard auf dem Filmfestival Cannes.
Die beiden herausragenden Filme Muratowas der Perestroika-Zeit sind Schicksalswende und Das asthenische Syndrom. Die Geschichte von Schicksalswende basiert auf der Novelle Die Nachricht von William Somerset Maugham, die unter anderem 1940 als The Letter von William Wyler mit Bette Davis in der Hauptrolle verfilmt worden war. Muratowa verlagerte die Handlung in den unwirtlichen Osten der Sowjetunion und provozierte erneut, indem ihre Hauptfigur Maria, von welcher ihr Umfeld annimmt, sie sei eine tugendhafte Frau, als Mörderin entlarvt wird. Der düstere Film zählt zu den Schlüsselwerken Muratowas und wurde von der Kritik mit Begeisterung aufgenommen.
In Schicksalswende und noch deutlicher in Das asthenische Syndrom setzt sich in Muratowas Filmen eine collagenhafte Filmsprache durch, die ihr Gesamtwerk auf grundlegende Art und Weise kennzeichnet. Das asthenische Syndrom zeichnet ein Bild der Zersetzung und Gewalt in der späten Sowjetgesellschaft. Der Film wurde aufgrund einer Szene, in der eine fein gekleidete Frau langanhaltend Flüche ausstößt, zum letzten verbotenen Film der Sowjetunion und durfte erst mit monatelanger Verzögerung öffentlich gezeigt werden.
Nach der Präsentation von Das asthenische Syndrom auf der Berlinale hatten dort in den folgenden Jahren auch Muratowas Filme Kleine Leidenschaften (Panorama), Drei Geschichten (Wettbewerb) und Menschen zweiter Klasse (Panorama) ihre Premiere.

## Filmsprache und -stil
Muratowas Stil verstößt gegen die gängigen Sehgewohnheiten. Sie reduziert die Handlungsfreiheit ihrer Personen auf ein Minimum, lässt sie austauschbar werden, stereotype Sätze wie von einem Blatt abgelesen rezitieren, so dass diese fast karikaturhaft wirken und die Banalität des Guten wie des Bösen fast greifbar erscheint. Vor der wie einstudiert wirkenden monotonen Sprache und unlebendigen Intonation der Nebenfiguren behalten die Hauptfiguren ihrer frühen Filme, oft die „Bösen“, als einzige eine persönliche Individualität, einen letzten Funken Leben, den die anderen schon längst verloren zu haben scheinen. Allein das „Böse“ macht sie lebendig, ihr Leben kann sich alleine nur noch durch Mord, Heuchelei und Menschenverachtung ausdrücken – was sie paradoxerweise aber menschlicher wirken lässt, als die guten Roboter. Die Filme weisen eine strenge Strukturiertheit auf. Bereits in den frühen Werken Muratowas bremst sie den Blick des Zuschauers, indem sie ihn in eine fast erstarrte Welt mit scheinbar unerschütterbaren Regeln zwingt. Die strenge „Manieriertheit“ der Figuren bleibt Muratowas Stil. Mit ihrer Art der Inszenierung orientiert sie sich am Brechtschen Epischen Theater. Indem sie durch die bewusste Künstlichkeit den Figuren der Handlung absichtlich die Spannung nimmt, rückt sie diese in den Vordergrund. Mit ihrem Stil versucht sie der nivellierenden Art des Nichtautorenfilms ein Gegengewicht zu setzen. Sie liebt ihre vorwiegend weiblichen Heldinnen, egal wie sie handeln. Damit ist sie eine der wichtigsten Figuren des neuen „weiblichen Films“.

„Der ‚weibliche‘ Film quält sich mit unlösbaren verfluchten Fragen ab, sucht leidenschaftlich nach Gerechtigkeit. Die Regisseurinnen hoffen, das, was ihre männlichen Kollegen bereits von der Hand gewiesen haben, korrigieren zu können. Sie lassen sich von den natürlichen Instinkten der Ordnungsschaffenden und Friedensstifterinnen, im Streben der Gesellschaft nach Stabilität von dem Wunsch leiten, ihr Wort zu sagen, während das starke Geschlecht hartnäckig schweigt.“

In ihrem Spätwerk findet Muratowa allerdings zunehmend zum Humor. In ihrem Film Tschechow-Motive (2002) entspannt sie das Drama durch Clownerie und absurde Situationen, die der Schwere ihres humanistischen Anspruches eine ironische Leichtigkeit geben, ihn geradezu entspannen. Eine gewisse Altersmilde ist ihrem Werk anzusehen, so wirkt ihr Film Menschen zweiter Klasse wie eine Bilanz über ihr bisheriges Schaffen:

„Früher habe ich meiner Person große Bedeutung beigemessen. Heute bin ich bescheidener; ich habe verstanden, wie mein Platz in der Welt aussieht: Es ist der Platz eines Sandkorns oder eines Blattes Papier.“

## Auszeichnungen
1988 wurde eine erste Retrospektive von Muratowas bis zu dem Zeitpunkt sieben Filmen auf dem Internationalen Frauenfilmfestival Créteil gezeigt, und 1990 war Kira Muratowa eine der porträtierten Filmemacherinnen in der TV-Dokumentation I Am an Ox I Am a Horse I Am a Man I Am a Woman von Sally Potter.
Bei den 40. Internationalen Filmfestspielen Berlin (1990) gewann Das asthenische Syndrom den großen Preis der Jury. 1994 erhielt Muratowa auf dem Filmfestival Locarno den Ehren-Leoparden für ihr Lebenswerk und im Jahr 2000 erhielt sie den Andrzej Wajda Freedom Award. Kira Muratowa ist Trägerin des Kunstpreises Berlin (1999) in der Kategorie Film- und Medienkunst. Des Weiteren wurde ihr sechs Mal der größte russische Filmpreis Nika zugesprochen. Muratowas Filme wurden auf Festivals in Berlin, Cannes, Moskau, Rom, Venedig u. a. gezeigt. Retrospektiven wurden unter anderem 2005 im New Yorker Lincoln Center sowie 2013 auf dem International Film Festival Rotterdam gezeigt. Außerdem war sie Ehrenbürgerin von Odessa. Muratowa landete mit acht Filmen und damit am häufigsten in der 2021 erstellten Liste der 100 besten Filme in der Geschichte des ukrainischen Kinos.

## Filmografie
- 1962: Am steilen Abgrund (У крутого яра)
- 1964: Unser ehrlich Brot (Наш честный хлеб)
- 1968: Kurze Begegnungen (Короткие встречи)
- 1971/1987: Langer Abschied (Долгие проводы)
- 1978: Die große weite Welt erkennen (Познавая белый свет)
- 1983: Unter grauen Steinen (Среди серых камней)
- 1987: Die Schicksalswende (Перемена участи)
- 1989: Das asthenische Syndrom (Астенический синдром)
- 1992: Der verliebte Milizonär  (Чувствительный милиционер)
- 1994: Kleine Leidenschaften (Увлеченья)
- 1997: Drei Geschichten (Три истории)
- 1999: Brief nach Amerika (Письмо в Америку)
- 2001: Menschen zweiter Klasse (Второстепенные люди)
- 2002: Tschechow-Motive (Чеховские мотивы)
- 2004: Der Klavierstimmer (Настройщик)
- 2005: Die Bescheinigung (Справка)
- 2006: Die Puppe (Кукла)
- 2007: Zwei in Einem (Два в Одном)
- 2009: Melodie für einen Leierkasten (Мелодия для шарманки)
- 2012: Ewige Rückkehr (Вечное возвращение)